# Eugène Camara
Pour les articles homonymes, voir Camara.
Eugène Camara (), né le 21 janvier 1942 à Nzérékoré (Guinée) et mort le 22 novembre 2019 au Caire (Égypte), est un homme d'État guinéen. 
Il est Premier ministre du 9 au 26 février 2007.

## Biographie
Eugène Camara est titulaire d'un diplôme en économie et finances de l'École nationale d'administration de l'Université de Conakry.
De 1997 à 2004, il est ministre de l'Enseignement supérieur et de la Recherche scientifique, puis ministre du Plan de 2004 à 2007. Camara est nommé ministre d'État pour les affaires présidentielles le 19 janvier 2007, en remplacement de Fodé Bangoura,.
En janvier 2007, les partis d'opposition et les syndicats déclenchent une grève générale fortement suivie qui entraîne la mort de 59 personnes. Soumis à un ultimatum des syndicats de trouver un Premier ministre avant le 12 février, le président Lansana Conté nomme le 9 février Camara au poste de Premier ministre avec des pouvoirs constitutionnels étendus, en particulier le Premier ministre devient le chef du gouvernement. Le poste de Premier ministre était vacant depuis le départ de Cellou Dalein Diallo en avril 2006.
Les médias guinéens considèrent Eugène Camara comme un « pur produit » du général Conté et dès son investiture, il est contesté par l'opposition politique et les syndicats qui ne voient en lui qu'un pantin du général Conté. Sa nomination est considérée comme une « provocation » par le doyen Mamadou Ba, meneur syndical. Dans la soirée, le Conseil national des organisations de la société civile guinéenne (CNOSCG) et les syndicats relancent la grève générale,. Le 10 février des manifestations éclatent dans le pays et font 9 morts,.
La nomination d'Eugène Camara n’a pas été favorable à l’opposition, qui l’a rebuté comme un homme du vieil établissement. Après sa nomination, des violences ont éclaté dans plusieurs régions du pays. Les syndicats ont repris la grève le 12 février et Conté a déclaré la loi martiale le même jour. Le 20 février, les syndicats ont rejeté la proposition de laisser Eugène Camara au poste de Premier ministre pendant trois mois à titre de période d’essai. Le 25 février, il a été annoncé que Conté avait accepté de nommer un nouveau Premier ministre sur une liste de personnalités choisies par les syndicats et de représentants de la société civile. Les syndicats ont annoncé que la grève prendrait fin le 27 février. Conté a choisi le nouveau Premier ministre, Lansana Kouyaté, le 26 février. Le 1er mars, Eugène Camara a présidé la cérémonie d'assermentation de Kouyaté, à laquelle Conté n'était pas présent.